# Agostino Jacob Landré-Beauvais
Agostino Jacob Landré-Beauvais (Orléans, 1772 – 1840) è stato un chirurgo francese, noto per aver descritto per primo l'artrite reumatoide.

## Biografia
Nato ad Orléans, studiò con Pierre Joseph Desault e Marie François Xavier Bichat a Parigi e quindi, dal 1792 con Jean-Louis Petit a Lione. Nel 1796 venne assunto nell'Ospedale Salpêtrière dove fu assistente di Philippe Pinel. Venne nominato professore di clinica medica al Salpêtrière nel 1799. Dopo la restaurazione, ottenne anche la docenza alla scuola politecnica di Parigi. Venne rimosso, nel 1830, su richiesta del re Luigi Filippo di Francia.
La sua descrizione dell'artrite reumatoide, oggi viene considerata come la prima descrizione della malattia, erroneamente identificata come una forma di gotta. Prima di Landré-Beauvais, diversi altri medici avevano già scoperto che essa poteva essere distinta dalla gotta. Il nome "artrite reumatoide" venne coniato, nel 1859, da Alfred Baring Garrod. Landré-Beauvais, nella sua opera Séméiotique, ou traité des signes des maladies (inizialmente pubblicata nel 1809), descrisse i segni fisici di malattie mediche in generale.